# Kosmonautensee
Koordinaten: 67° S, 42° O
Die Kosmonautensee (russisch Море Космонавтов More Kosmonawtow) ist ein Randmeer des Südlichen Ozeans, entlang der Kronprinz-Olav-Küste und des Enderbylandes in der Antarktis. Sie ist 699.000 km² groß und grenzt im Osten an die Kooperationssee und im Westen an die Riiser-Larsen-See.